# Constantin Bosianu
Constantin Bosianu (ur. 10 lutego 1815 w Bukareszcie, zm. 21 marca 1882 tamże) – rumuński prawnik i polityk, który sprawował stanowisko premiera Rumunii: pomiędzy 26 stycznia, a 14 czerwca 1865 roku.

## Życiorys
Syn właściciela ziemskiego Andrei Bosianu. Studiował w Antwerpii i w Paryżu. Studia paryskie ukończył dyplomem doktora praw w 1851. Po studiach powrócił do Rumunii i podjął pracę nauczyciela w liceum im. św. Sawy (Sfântul Sava). Stamtąd przeszedł do wydziału kontroli ministerstwa finansów. W 1865 przez pół roku sprawował urząd prezesa Rady Ministrów, kierując zarazem resortem spraw wewnętrznych.
Był pierwszym dziekanem Wydziału Prawa Uniwersytetu Bukaresztańskiego. W 1879 został członkiem Akademii Nauk Rumunii. W tym samym roku objął stanowisko przewodniczącego rumuńskiego Senatu.